# Walter Noddack
Walter Noddack (17. srpna 1893 Berlín – 7. prosince 1960 Berlín) byl německý chemik. Společně s Idou Tacke (později jeho manželkou) a Otto Bergem oznámili v roce 1925 objev prvku 43 a prvku 75.

## Život
Noddack se narodil v Berlíně. V roce 1935 se stal profesorem fyzikální chemie na Univerzitě ve Freiburgu a v roce 1941 na Říšské univerzitě ve Štrasburku. Po druhé světové válce přešel na Univerzitu v Bambergu a v roce 1956 se stal ředitelem nově založeného výzkumného ústavu pro geochemie. Zemřel v Berlíně.

## Objev rhenia
V roce 1925 oznámili Walter Noddack, Ida Tacke a Otto Berg, že objevili nový prvek – rhenium – v rudách platiny a kolumbitu. Později jej našli i v gadolinitu a molybdenitu. Roku 1928 se jim podařilo získat 1 gram rhenia z 660 kg molybdenitu. V roce 2020 byla k 95. výročí objevu vydána pamětní medaile (autor: Igor Petrov).

## Objev technecia
Stejný tým oznámil také objev prvku 43, který nazvali masurium podle Mazurska, regionu původu rodiny Waltera Noddacka. V roce 1925 tvrdili, že bombardováním kolumbitu elektrony a následnou rentgenovou difrakční analýzou detekovali přítomnost prvku 43. Tato data se však nepodařilo jiným laboratořím zopakovat, a tak byl léta nález považován za chybný.
Pozdější analýzy ukázaly, že koncentrace technecia v rudách byla příliš nízká (pod 3 × 10−11 μg/kg), než aby jej mohli detekovat dostupnými metodami. Objev technecia byl definitivně potvrzen až roku 1937 na Sicílii.